# Masters of Reality (album)
Pour l'album du groupe Black Sabbath, voir Master of Reality.
Albums de Masters of Reality
Sunrise on the Sufferbus
(1993)
Masters of Reality, sorti en 1988, est le premier album du groupe de hard rock Masters of Reality fondé à Syracuse (NY) au début des années 1980. Il s'agit du seul album enregistré par la formation originale. Le groupe se sépare un an plus tard à la veille d'un concert à Chicago avec King's X. Le titre de l'album comme le nom du groupe est inspiré par l'album Master of Reality de Black Sabbath.

## L'album
Tous les titres de l'album ont été composés par Tim Harrington et Chris Goss. Produit par Rick Rubin, avec Brendan O' Brien comme ingénieur du son, le disque est enregistré en partie au légendaire studio Sound City à Los Angeles et paraît sur le label de Rubin, Def American. Le groupe avait été signé à l'origine par Rubin, sur le label new-yorkais de hip-hop Def Jam.
The Candy Song est le seul single et le seul clip tiré de cet album.
En 1990, l'album est ressorti sur le label Delicious Vinyl avec un titre supplémentaire, Doraldina's Prophecies, et un titre en moins, Sleep Walking qui sera réintégré dans les éditions ultérieures.
Rick Rubin avait écarté Doraldina's Prophecies car il ne souhaitait pas plus d'un seul titre avec des synthétiseurs…
L'enchaînement des titres y est également différent, de même que la pochette. Le son a été légèrement retravaillé avec une basse plus en avant dans le mix. L'album a été remasterisé en 2012.
L'album, qui ne comporte pas de titre, est parfois nommé The Blue Garden en raison de l'illustration de la pochette de l'album dans sa version initiale (reprise dans la réédition de 2012). 
Cette illustration a été réalisée par John Leamy devenu batteur du groupe, à partir de l'album Welcome to the Western Lodge.

## Musiciens
- Chris Goss : voix, guitare, synthétiseur
- Tim Harrington : guitares
- Googe : basse
- Vinnie Ludovico : batterie

## Liste des titres
1. Theme for the Scientist of the Invisible - 1 min 30 s
2. Domino - 3 min 46 s
3. The Blue Garden - 4 min 22 s
4. Gettin' High - 3 min 09 s
5. The Candy Song - 3 min 21 s
6. Magical Spell - 3 min 37 s
7. The Eyes of Texas - 3 min 20 s
8. Sleep Walkin' - 3 min 33 s
9. Lookin' to Get Rite - 3 min 06 s
10. John Brown - 3 min 37 s
11. Kill the King - 7 min 34 s

### Piste bonus de la réédition de 1990
1. Doraldina's Prophecies - 5 min 55 s

## Version définitive
1. The Candy Song - 3 min 21 s
2. Doraldina's Prophecies - 5 min 55 s
3. John Brown - 3 min 37 s
4. Gettin' High - 3 min 09 s
5. Magical Spell - 3 min 37 s
6. Theme for the Scientist of the Invisible - 1 min 30 s
7. Domino - 3 min 46 s
8. The Blue Garden - 4 min 22 s
9. The Eyes of Texas - 3 min 20 s
10. Lookin' to Get Rite - 3 min 06 s
11. Kill the King - 7 min 34 s
12. Sleep Walkin' - 3 min 33 s

## Informations sur le contenu de l'album
- The Candy Song est sorti en single en 1989.
- The Blue Garden est samplé par Lemon Jelly sur leur titre 88 aka Come Down on Me (album '64 - '95 de 2005).